# Ministerio de Justicia (Brasil)
El Ministerio de Justicia y Seguridad Pública (en portugués, Ministério da Justiça e Segurança Pública, sigla MJSP) es el máximo órgano del Gobierno federal brasileño para los asuntos relacionados con la Justicia y la nacionalidad. Es, por tanto, un órgano del Poder Ejecutivo Federal y no posee vinculación con el Poder Judicial, que controla la marcha de jueces y juzgados. Los poderes Legislativo, Ejecutivo y Judicial son autónomos e independientes en Brasil, según la Constitución de 1988.
El Ministerio de Justicia y Seguridad Pública, respetando el principio de la independencia de los Poderes, no puede interferir en el Poder Judicial, por lo que no tiene cualificación para:
- prestar informaciones sobre procesos judiciales;
- actuar en procesos judiciales de terceros;
- filtrar denuncia contra servidores del poder judicial; etc.

El actual ministro de Justicia es Flávio Dino, que fue nombrado para el cargo el 1 de enero de 2023, en el gobierno de Lula da Silva.

## Historia
Brasil posee Ministerio de Justicia propio desde el Decreto de 3 de julio de 1822, dictado por el Príncipe Regente D. Pedro de Braganza. En esa fecha se creó la llamada Secretaria de Estado dos Negócios da Justiça. La Ley n. 23, de 30 de octubre de 1891, cambió la denominación por la de Ministério da Justiça e Negócios Interiores. Por el Decreto-Ley n. 200, de 25 de febrero de 1967, pasó a denominarse simplemente Ministério da Justiça.

## Competencias y atribuciones
De acuerdo con el Decreto n.º 6.061, de 15 de marzo de 2007, el Ministerio de Justicia posee las siguientes competencias. Los asuntos atribuidos al Ministerio de Justicia son los siguientes:
I - defensa del orden jurídico, de los derechos políticos y de las garantías constitucionales;
II - política judicial;
III - derechos de los indios y de las minorías;
IV - seguridad pública, Policía Federal, seguridad viaria Federal y Ferroviaria Federal y del Distrito Federal;
V - defensa de la orden económica nacional y de los derechos del consumidor;
VI - planificación, coordinación y administración de la política penitenciaria nacional;
VII - nacionalidad, inmigración y extranjeros;
VIII - Audiencia general de los indios y del consumidor;
IX - Audiencia de las policías federales;
X - asistencia jurídica, judicial y extrajudicial, integral y gratuita, de los necesitados, así como otros considerados en la ley;
XI - defensa de los bienes y de los propios de la Unión y de las entidades integrantes de la administración pública federal indirecta;
XII - coordinación, supervisión e integración de las acciones del Gobierno y del Sistema Nacional de Políticas sobre Drogas (prevención, represión del tráfico ilícito y de la producción no autorizada de drogas, así como aquellas relacionadas con el tratamiento, la recuperación y la reinserción social de usuarios y dependientes).
XIII - coordinación e implementación de los trabajos de consolidación de los actos normativos en el ámbito del Poder Ejecutivo;
XIV - prevención y represión del lavado de dinero y cooperación jurídica internacional;
XV - política nacional de archivos; y
XVI - asistencia al Presidente de la República en materias no afectas a otro Ministerio.

## Estructura
Integran la estructura del Ministerio de la Justicia, como órganos específicos:
- Archivo Nacional
- Departamento Penitenciario Nacional
- Departamento de Policía Federal
- Departamento de Policía viaria Federal
- Defensor Público de la Unión
- Secretaría de Asuntos Legislativos
- Secretaría de Derecho Económico
- Secretaría Nacional de Justicia y Ciudadanía
- Secretaría Extraordinaria de Seguridad para Grandes Eventos
- Secretaría Nacional de Políticas sobre Drogas
- Secretaría Nacional de Seguridad Pública
- Secretaría Especial de Derechos Humanos
- Secretaría Especial de Políticas para las Mujeres
- Secretaría Especial de Políticas de Promoción de la Igualdad Racial
- Secretaría Especial de los Derechos de la Persona con Deficiencia

Como órganos colegiados:
- Consejo Nacional de Política Criminal y Penitenciaria;
- Consejo Nacional de Seguridad Pública;
- Consejo Nacional de Combate a la Pirataria y Delitos contra la Propiedad Intelectual;
- Consejo Nacional para Refugiados - CONARE;
- Consejo Federal Gestor del Fondo de Defensa de los Derechos Difusos;
- Consejo Nacional de Políticas sobre Drogas - CONAD; y
- Consejo Nacional de Archivos - CONARQ.
- Consejo Nacional de Política Indigenista - CNPI

Se vinculan, aún, al Ministerio de la Justicia, el Consejo Administrativo de Defensa Económica (CADE) y la Fundación Nacional del Indio (FUNAI).